# Червоний Бережок
Червоний Бережок (біл. вёска  Красный Бережок) — село в складі Вілейського району Мінської області, Білорусь. Село підпорядковане Осиповицькій сільській раді, розташоване в північній частині області.

## Відомі особи
- Лапицький Ростислав Олександрович